# Saint-Aubin-des-Bois (Calvados)
Saint-Aubin-des-Bois település Franciaországban, Calvados megyében. Lakosainak száma 221 fő (2022. január 1.). Saint-Aubin-des-Bois Beslon, Boisyvon, Sainte-Cécile, Saint-Maur-des-Bois és Noues-de-Sienne községekkel határos.

## Népesség
A település népessége az elmúlt években az alábbi módon változott:
| Lakosok száma | 351  | 272  | 230  | 234  | 226  | 234  | 234  | 229  | 226  | 221  |
|               | 1968 | 1982 | 1990 | 2006 | 2013 | 2015 | 2017 | 2019 | 2020 | 2022 |